# Chalcosyrphus lyrica
Chalcosyrphus lyrica är en tvåvingeart som först beskrevs av Charles Howard Curran 1941. Chalcosyrphus lyrica ingår i släktet mulmblomflugor, och familjen blomflugor.
Artens utbredningsområde är Panama. Inga underarter finns listade i Catalogue of Life.